# Isola di Montecristo

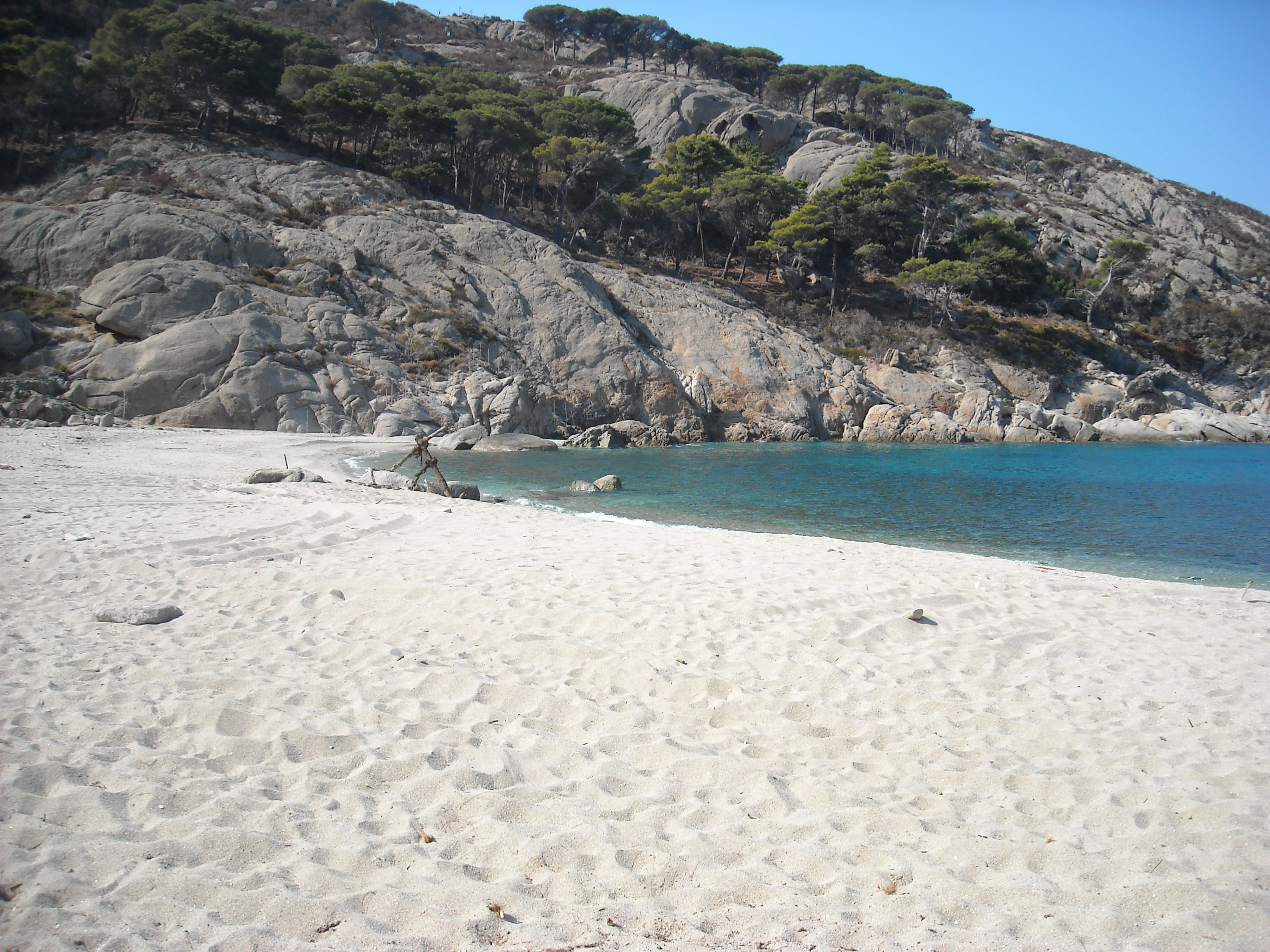
La spiaggia di Cala Maestra

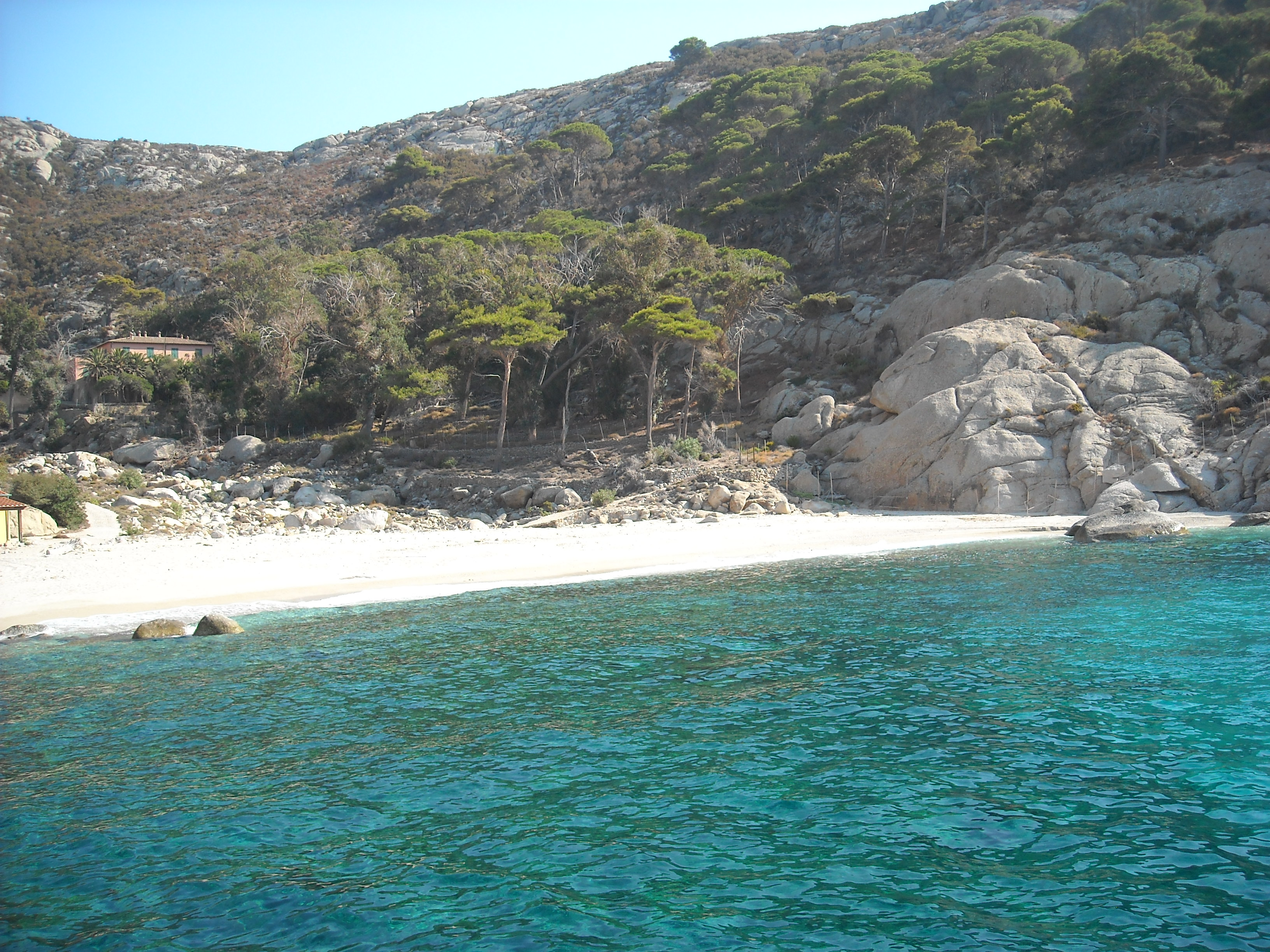
Acque delle coste dell'isola

L'isola di Montecristo è situata nel Mar Tirreno e fa parte dell'Arcipelago toscano. Amministrativamente è inclusa nel comune di Portoferraio e quindi nella provincia di Livorno. L'isola è una delle 149 aree protette gestite dal Comando carabinieri per la tutela della biodiversità, è inserita nel complesso delle Riserve Naturali Statali affidate al Reparto Carabinieri  Biodiversità di Follonica e fa parte del Parco nazionale dell'Arcipelago Toscano.

## Geografia
Montecristo si trova a sud dell'isola d'Elba, a ovest dell'isola del Giglio e del Monte Argentario, a sud-est dell'isola di Pianosa e a est dell'affiorante Scoglio d'Africa, noto anche come Africhella e Formica di Montecristo.
L'isola, originatasi dal sollevamento di un plutone sottomarino, è interamente montuosa con diverse sporgenze rocciose a picco sul mare ed è costituita quasi esclusivamente da granodiorite con grossi cristalli di ortoclasio; non a caso, negli antichi portolani, Montecristo viene paragonata ad «una montagna alta come un diamante apuntato». La sommità dell'isola, denominata Monte della Fortezza, è di 645 m.
«Monte Christo è un'isola molto alta (...). Alla parte di maestro-tramontana vi è una cala, e in essa un'acqua di bontà estrema, abbondante come una fiumara».

## Clima
Anche l'isola di Montecristo, come tutte le isole dell'arcipelago, presenta un clima mite, costantemente ventilato e molto soleggiato con scarse precipitazioni (valori medi annui nettamente inferiori ai 500 mm), caratterizzato da inverni mai troppo freddi ed estati con caldo moderato ma non afoso.
Dati: https://www.sir.toscana.it/
| Mese               | Mesi | Mesi | Mesi | Mesi | Mesi | Mesi | Mesi | Mesi | Mesi | Mesi | Mesi | Mesi | Stagioni | Stagioni | Stagioni | Stagioni | Anno |
| Mese               | Gen  | Feb  | Mar  | Apr  | Mag  | Giu  | Lug  | Ago  | Set  | Ott  | Nov  | Dic  | Inv      | Pri      | Est      | Aut      | Anno |
| ------------------ | ---- | ---- | ---- | ---- | ---- | ---- | ---- | ---- | ---- | ---- | ---- | ---- | -------- | -------- | -------- | -------- | ---- |
| T. max. media (°C) | 13,7 | 14,0 | 16,0 | 18,7 | 21,8 | 24,6 | 27,0 | 27,1 | 24,7 | 21,5 | 18,0 | 14,9 | 14,2     | 18,8     | 26,2     | 21,4     | 20,2 |
| T. min. media (°C) | 10,4 | 10,6 | 12,8 | 15,4 | 17,3 | 20,2 | 22,8 | 23,0 | 20,5 | 17,4 | 14,1 | 11,2 | 10,7     | 15,2     | 22,0     | 17,3     | 16,3 |

## Nome
(Gaio Plinio Secondo, Naturalis Historia, III, 6, 12)
In età classica l'isola era chiamata Oglasa (Ὠγλάσσα Ōglássa in greco), toponimo di origine preromana che in una trascrizione medievale è riportato Oclifa. Durante il Medioevo il nome muta in Monte Christi, ossia «Monte di Cristo», verosimilmente a causa del forte contesto ecclesiale e monastico che caratterizzò l'isola a partire dal V secolo, ed in particolare del Monastero di San Mamiliano. Altre fonti riportano che in origine l'isola si sarebbe chiamata Monte di Giove o Montegiove per la presunta esistenza di un tempio romano dedicato al dio Giove - in realtà i ruderi della medievale Fortezza di Montecristo - e che solo in seguito alla presenza monastica avrebbe mutato il nome in Monte Cristo. Alcune ipotesi, tuttavia, oggi tendono a far derivare la denominazione Montegiove dal latino iugum («giogo montano» e quindi «vetta bicorne»), come documentato nella toponomastica della vicina isola d'Elba. In epoca successiva, Montecristo venne anche chiamata Isola di San Mamiliano in riferimento al santo che vi condusse vita eremitica sino al 460.

## Toponomastica dell'isola

### Insenature
Cala Cappel di Prete, Cala Corfù, Cala dei Corvi, Cala del Diavolo, Cala del Fico, Cala della Fortezza, Cale Gemelle o Cala Grande, Cala dei Ladri, Cala Maestra, Cala Mendolina, Cala di Santa Maria, Cala del Santo, Cala Scirocco (detta anche Cala dello Scalo e Cala Giunchi), Cala Giunchitelli e Cala dello Scoglio.

### Promontori
Punta delle Bozze o Punta del Cappel di Prete, Punta di Cala Corfù o Punta Rossa, Punta di Cala Maestra, Punta del Diavolo, Punta dei Fanciulli, Punta della Fortezza, Punta della Grotta, Punta Nera, Punta Scirocco o Punta Forata.

### Rilievi
Monte della Fortezza, Cima dei Lecci, Collo Fondo, Collo dei Lecci (anticamente Collo del Leccio), Poggio del Diavolo, Poggio del Portale, Poggio del Segnale, Belvedere e Il Piano.

### Torrenti
Fosso di Cala Maestra, Fosso del Convento, Fosso del Diavolo, Fosso della Fortezza, Fosso Mendolina, Fosso del Santo e Borro di Santa Maria.

### Isolotti

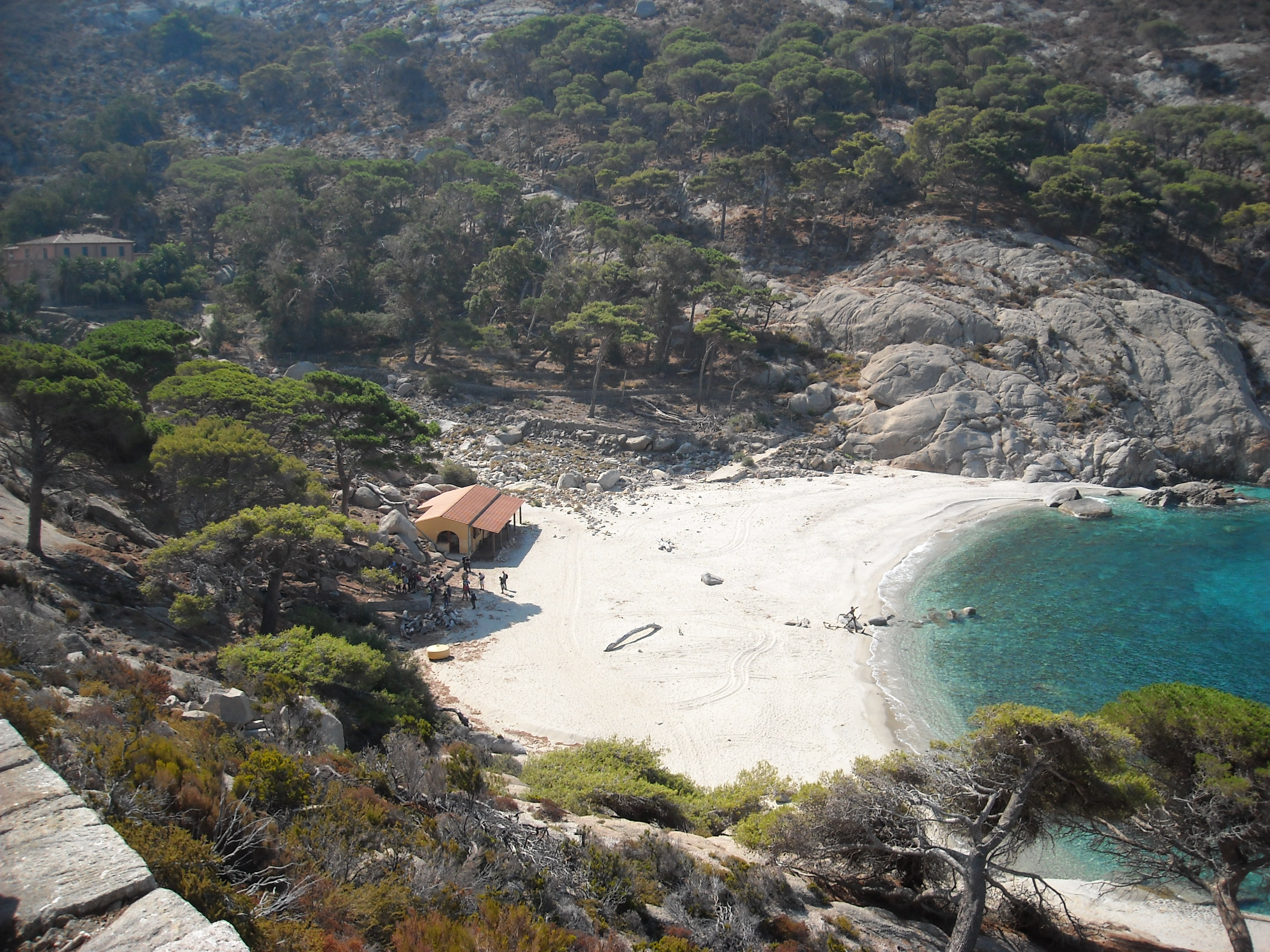
Cala Maestra vista dal sentiero della salita al Monastero.

Scoglio (a nord), Scoglio (a sud)

## La riserva naturaleIsola di Montecristo
La Riserva naturale statale Isola di Montecristo è una riserva biogenetica di 1.039 ettari istituita nel 1971 con decreto ministeriale per tutelare la natura peculiare dell'isola. Oggi ricade nel Parco nazionale dell'Arcipelago Toscano. È stata insignita anche del Diploma europeo delle aree protette nel 1988 e riconosciuta come sito di interesse comunitario.
- Non è possibile pernottare e sono vietate la pesca, la balneazione e la navigazione entro 1.000 metri dalla costa.
- Entro 3 miglia è possibile transitare, ma non pescare.
- Eventuali accessi via mare possono avvenire solo a Cala Maestra, con fondale sabbioso, arrivando perpendicolarmente alla costa; esiste tuttavia un piccolo eliporto per le emergenze. Non si può utilizzare l'ancora, ma è possibile l'attracco al gavitello o al molo.
- Fino al 2018 per visitare l'isola era necessario ottenere un'autorizzazione del Reparto Carabinieri per le biodiversità di Follonica[13]; il permesso era relativo al solo approdo e alla visita della villa reale con annesso parco botanico e area museale. I tempi medi di attesa per ottenere l'autorizzazione erano di tre anni.
- A partire dal 2019 il Parco Nazionale dell'Arcipelago Toscano (Archiviato il 30 ottobre 2021 in Internet Archive.) è stato delegato a organizzare le visite guidate nella misura di 25 escursioni annuali con un massimo di 75 persone cadauna. È possibile prenotare l'escursione tramite il portale web dell'ente parco. Le prenotazioni tipicamente si aprono a gennaio, e i 1.875 posti disponibili si esauriscono in pochi giorni. Le visite guidate si svolgono solo entro i tre sentieri previsti, progressivamente più impegnativi.[14]

## Endemismi
Vegetali:
- Hieracium racemosum subsp. amideii
- Saxifraga montis-christi
- Limonium montis-christi[forse è Limonium sommierianum]

Invertebrati:
- Oxychilus oglasicola (Chiocciola di Montecristo), presente anche sull'Isolotto della Scola (Pianosa)
- Euscorpius oglasae (Scorpione di Montecristo), descritto nel 2007[forse già descritto da Ludovico Di Caporiacco nel 1950]

Vertebrati:
- Podarcis siculus subsp. calabresiae (Lucertola di Montecristo)

## Flora
Le condizioni che hanno impedito il popolamento di Montecristo hanno favorito la conservazione della flora e della fauna. In particolare a Montecristo vivono specie animali e vegetali un tempo diffuse in tutto il Mar Mediterraneo. Di particolare rilievo sono le formazioni di giganteschi esemplari di Erica arborea che coprono i fondovalle e alcuni lecci millenari che rimangono in vita alle quote più alte (Collo dei Lecci), assieme a stazioni di Euphorbia dendroides. Presso Cala di Santa Maria vegeta la scilla. Sull'isola, in un sito umido presso la Grotta del Santo, si ritrova anche la rara felce Osmunda regalis.
La vegetazione di Montecristo è severamente condizionata dal pascolo delle capre che non consente il rinnovo, se non di alcune specie. Dell'originaria lecceta rimangono circa 200 alberi antichi e decrepiti (http://www.ssnr.it/21-3.pdf), i cui semi sono costante preda delle capre. Per consentirne la rinnovazione, alcuni di essi sono stati recintati e questo ha consentito l'affermazione delle piantine, il cui futuro è legato alla tenuta dei recinti alla pressione delle capre. In altri recinti il Corpo forestale dello Stato ha piantato oltre 2000 piantine, generate da ghiande raccolte dai lecci secolari. L'opera di ricostituzione di habitat a Montecristo è continua. Sono state riprodotte alcune piantine dai rarissimi corbezzoli sfuggiti al morso delle capre, che vengono conservate nell'orto botanico.

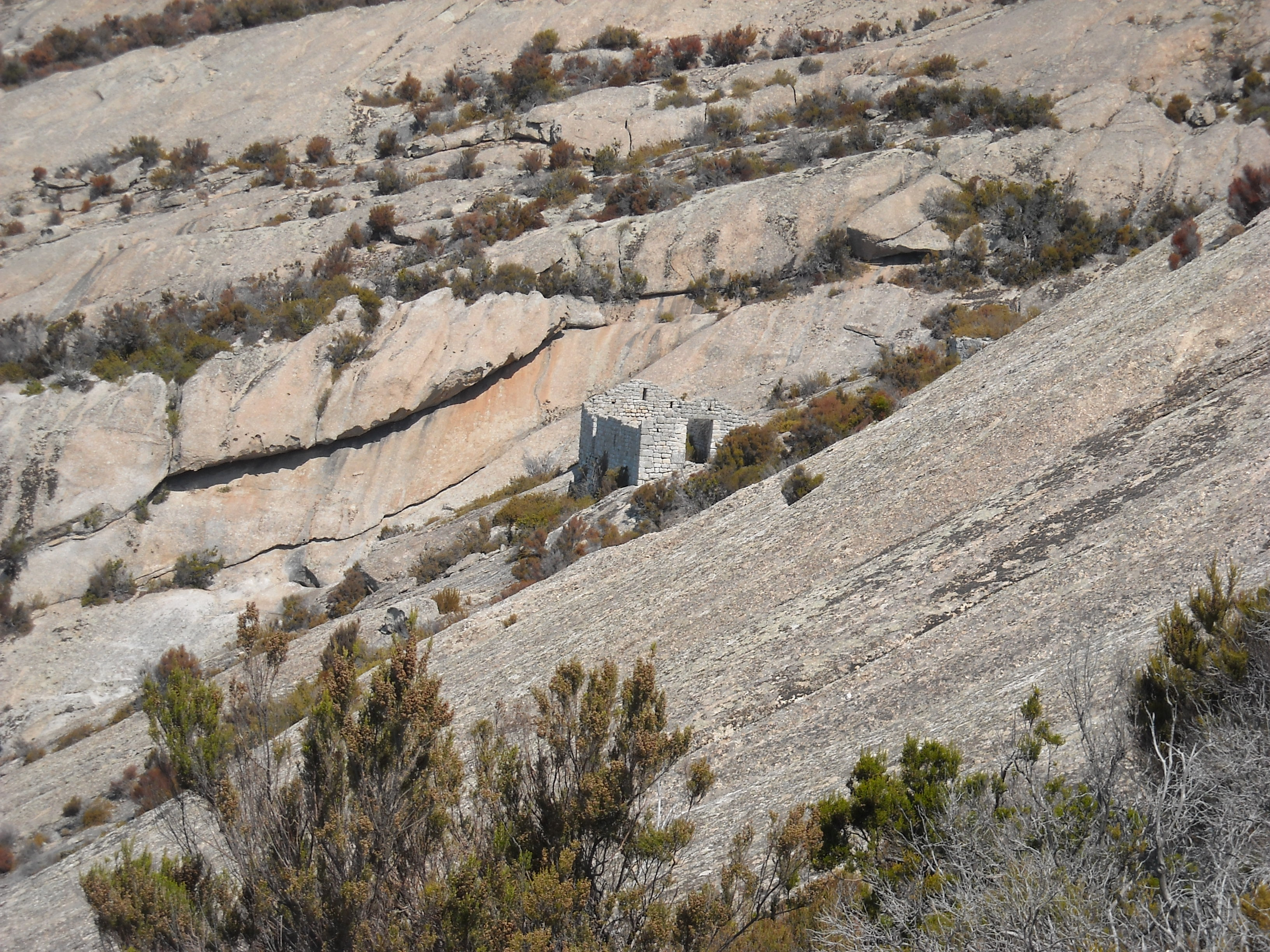
Rovine del mulino. Vi si accede attraversando un crinale roccioso in cui i monaci scavarono delle nicchie per l'appoggio dei piedi.

## Fauna
La martora è oggi scomparsa, ma attestata almeno fino al 1875. Interessante la presenza della vipera meridionale (Vipera aspis ssp. hugyi) ed il discoglosso sardo (un anfibio presente solo in un paio di isole toscane e in Sardegna). In particolare, la sottospecie di vipera presente a Montecristo si trova al di fuori del proprio areale e non è frutto di pura fantasia l'ipotesi che la sua introduzione sul territorio isolano sia dovuta a qualche imbarcazione: basti ricordare che era usanza cartaginese quella di lanciare vipere sulle navi del nemico durante le battaglie. Una recente teoria la vorrebbe invece introdotta dai monaci a scopo farmaceutico, a partire dall'area palermitana. L'isola è, inoltre, luogo di sosta per migliaia di uccelli migratori ed ospita importanti colonie di uccelli marini (di particolare rilievo la berta minore).

Montecristo ospita l'unica popolazione italiana di capra selvatica, molto simile all'egagro (Capra aegagrus), ancorché immessa anticamente dall'uomo, così come un centinaio di coppie di coturnice orientale (Alectoris chukar), specie originaria dell'Egeo e del Medio Oriente, introdotta per scopo venatorio nel 1849 da Jacques Abrial. Al 1889 risale invece l'introduzione, da parte del marchese Carlo Ginori Lisci, di cinghiali e fagiani, poi fatti eradicare dal re Vittorio Emanuele III di Savoia poco dopo il 1899.

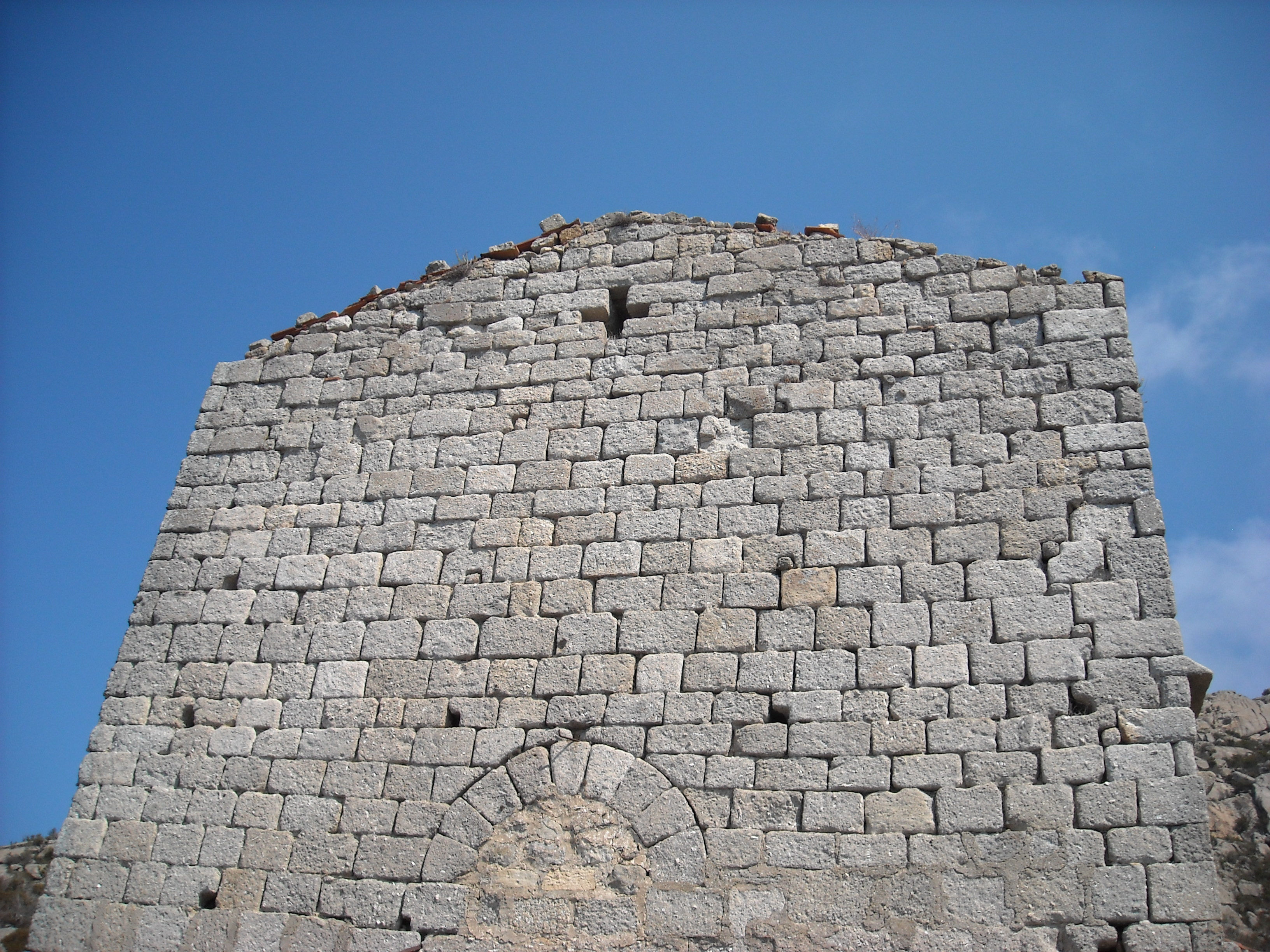
Facciata delle rovine del monastero

L'ambiente marino è piuttosto ricco: vi sono praterie di posidonia, anemoni marini, gorgonie e coralli. È comune la presenza del pesce luna. Fino alla fine degli anni '70 era presente anche la foca monaca, specie ormai rarissima nelle acque italiane.

### La capra di Montecristo
L'antica presenza della Capra aegagrus nell'Arcipelago toscano è documentata nella toponomastica latina e greca di alcune sue isole, come Capraria (isola di Capraia) e Aigylion (isola del Giglio). L'esistenza della capra selvatica a Montecristo è testimoniata almeno dalla seconda metà del XVI secolo («vi sono quantità di capre piccine di pelo raso») e dal secolo successivo («queste [grotte] sono di continuo habitate da capre selvaggie che infinite ne sono nell'isola» e «non vi sono altro che capre salvatiche, alla caccia delle quali, nella primavera avanzata, vanno i cacciatori dell'isola dell'Elba, e qualche volta ancora i cacciatori di terraferma»).  

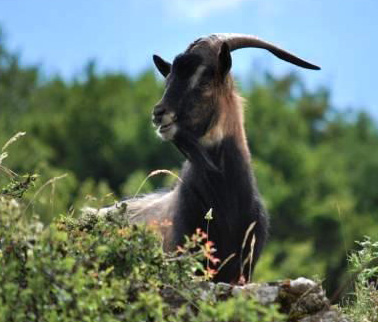
Capra di Montecristo (Capra aegagrus)

La Capra aegagrus è diffusa soprattutto in Asia minore e Medio Oriente, ma sono presenti delle popolazioni anche in alcune isole dell'Egeo e a Creta, derivanti da antiche immissioni operate dall'uomo quando la specie era ancora nelle prime fasi di domesticazione.

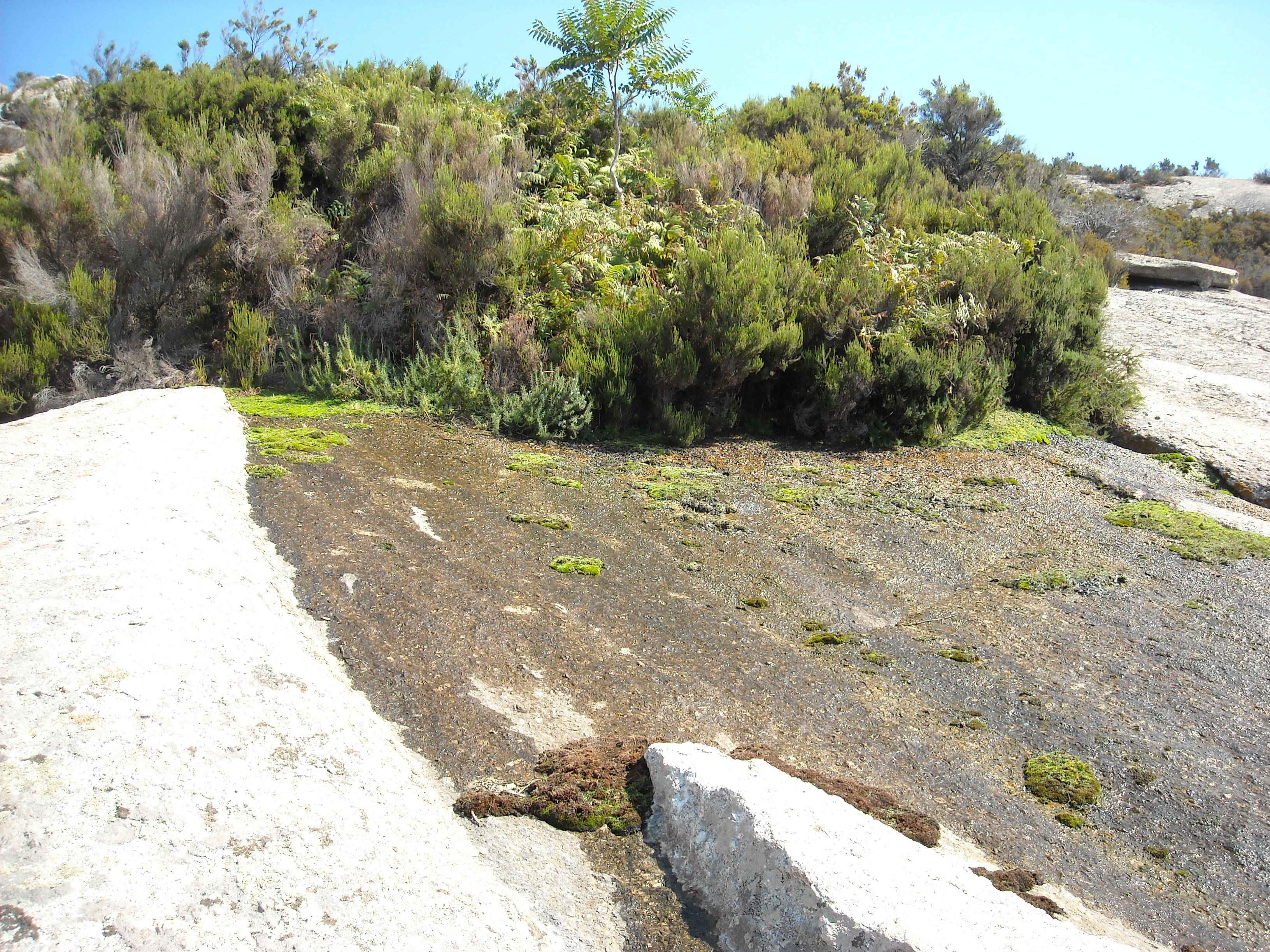
Nel tragitto tra le rovine del mulino e Cala Maestra è presente una sorgente d'acqua, dove vive il rospo endemico. L'acqua non è potabile per l'elevata concentrazione di arsenico

A Montecristo la Capra aegagrus vive allo stato selvatico, in piccoli branchi che cambiano composizione e numero nei vari periodi dell'anno. Le corna sono ricurve, con la superficie anteriore compressa lateralmente in modo da formare una carena affilata (ricordano quelle dello stambecco). I maschi adulti presentano mantello bruno chiaro, spesso con riga mulina nera che continua sulle spalle e sulla parte ventrale degli arti; le femmine hanno invece mantello bruno chiaro uniforme.
La capra di Montecristo, oggi rappresentata da oltre 250 esemplari viventi in completa selvaticità, non è da considerare un elemento naturale della fauna isolana ed è causa di notevole impatto sulla vegetazione autoctona. L'antichità del popolamento è peraltro tale da conferire allo stock presente un notevole valore storico-culturale. La tutela delle locali capre rappresentò inoltre una forte motivazione all'epoca dell'istituzione della riserva naturale, quando l'isola venne strappata alla speculazione. La specie riveste pertanto un ruolo emblematico a livello delle politiche di conservazione dell'isola.
Al fine di garantire la salvaguardia della specie anche fuori dal contesto isolano, nel dicembre 2012 il Bioparco di Roma ha predisposto un recinto di 1000 m² per ospitare cinque esemplari fondatori, in caso di eventuali necessità di futuri ripopolamenti.

### Interventi di protezione
- Nel 2009 l'Unione Europea finanziò un progetto con fondi del programma di finanziamento LIFE, dal titolo Montecristo 2010, finalizzato alla lotta alle specie invasive alloctone. Il progetto prevedeva l'eradicazione del ratto nero, presente sull'isola da tempi storici, che minacciava gravemente la riproduzione degli uccelli marini nidificanti, e dell'ailanto, una pianta di origine orientale introdotta all'inizio del Novecento e che si sostituiva alla vegetazione autoctona. Il progetto è terminato con successo nel giugno del 2014.[22]
- A gennaio 2012 è stata condotta l'operazione di eradicazione del ratto, mediante la distribuzione con elicottero di circa 14 tonnellate di esche contenenti rodenticida, secondo un piano contenuto nel progetto cofinanziato dall'Unione europea. Il sistema prescelto per eradicare i ratti, cioè la distribuzione di esche avvelenate, ha scatenato le proteste degli animalisti, in particolare della LAV, preoccupati per la presenza nelle esche del brodifacoum, principio attivo ad alta persistenza ambientale[23]. L'opera di derattizzazione così effettuata sembra però aver dato esito positivo: da un sopralluogo effettuato sull'isola per verificare la situazione in seguito al lancio delle esche avvelenate non sono emerse situazioni critiche per l'ecosistema dell'isola[24].

Ad agosto 2012 sono state avvistate circa 600 berte minori (Puffinus yelkouan), che hanno potuto ripopolare i loro nidi grazie all'eradicazione del ratto nero, considerato causa del decremento e dell'estinzione della specie in quanto predatore delle uova e dei pulcini. In realtà, in parallelo ai numerosi spunti polemici che hanno alimentato i media, l'intervento di derattizzazione è stato accuratamente monitorato dai tecnici del Parco Nazionale dell'Arcipelago Toscano e dell'Istituto Superiore per la Protezione e la Ricerca Ambientale, ed ha costituito un esempio di corretta gestione ambientale di portata unica nel contesto mediterraneo. Esiste al riguardo un apposito e completo volume riassuntivo dei risultati conseguiti (Quaderni del Parco, Documenti tecnici 2, Portoferraio 2014).

## Storia

### Età preistorica
Al Neolitico antico (VI-V millennio a.C.) risalgono alcuni frammenti di vasellame in ceramica ad impasto rinvenuti a Cala Maestra, tra cui uno con decorazione impressa cardiale insieme ad un coevo manufatto in selce, scoperti nel 1994. Sempre a Cala Maestra, nel 2000, fu rinvenuta una macina litica protostorica. Nel 1875 Gaetano Chierici rinvenne «tre schegge di selce dinanzi alla chiesa del convento, alla profondità di un m. in mezzo a terreno sciolto e misto a carboni».

### Età antica
La storia dell'isola inizia con l'età del ferro quando gli Etruschi ne sfruttarono le foreste di querce necessarie per alimentare le fornaci dove si fondevano i minerali di ferro delle miniere elbane.
I Greci diedero a Montecristo il suo più antico nome conosciuto, Oglasa o Ocrasia , dal colore giallastro delle rocce.
I Romani la conobbero con il nome di Mons Jovis (monte di Giove), e sul monte più alto eressero un altare a Iuppiter Optimus Maximus, di cui restano alcune tracce. Durante l'età imperiale, i Romani aprirono alcune cave per estrarre il granito, forse utilizzato nella costruzione di ville sulle isole del Giglio, dell'Elba e di Giannutri.
Nelle acque tra Punta del Diavolo e Cala del Diavolo (profondità di 60 metri) giace il relitto di una nave oneraria campana naufragata durante prima metà del III secolo a.C. Al largo di Punta del Diavolo (profondità di 55 m) è localizzato un altro relitto di oneraria (II secolo d.C.) con un carico di anfore vinarie di forma Pelichet 47 proveniente dalla Francia meridionale. Tracce di frequentazione dell'isola in età romana e tardoromana sono presenti nella Cala di Santa Maria (nel 2012, durante una spedizione guidata da Silvestre Ferruzzi, vi è stato rinvenuto un calice vitreo frammentario di forma Isings 111, insieme a frammenti di anfore di Empoli) e a Cala Maestra; da quest'ultima località, in cui Gaetano Chierici rinvenne «qualche frammento di stoviglie romane, intorno al porto e nella valletta», provengono scorie di riduzione del ferro. A questo proposito scrisse Giuseppe Giuli nel 1833: «Alla distanza d'un terzo di miglio dal lido del mare in questa stessa valle vi sono dei cumuli di scorie di ferro, e siccome non si trova nell'isola la miniera di questo metallo, è da credersi che in altri tempi fosse portata dall'Elba per ridurla allo stato metallico.» Sull'isola, secondo alcune ipotesi avvalorate dal ritrovamento di un frammento di pavimentazione in opus signinum nell'area di Cala Maestra, si trovava una domus maritima di età romana.

### Età medievale e moderna
Verso la metà del V secolo le grotte dell'isola divennero la dimora di eremiti in fuga dai Vandali di Genserico, il più importante dei quali fu San Mamiliano.  
I monaci seguivano la regola cenobitica di Pacomio e all'isola diedero il nome di Mons Christi (Montagna di Cristo), da cui deriva il nome attuale.

La storia documentata di Montecristo comincia quindi con la fondazione del monastero edificato attorno al V secolo , sui resti del tempio romano dedicato a Giove. 

Nel monastero sarebbe stato custodito un leggendario Tesoro frutto di donazioni ecclesiastiche; alla stessa epoca risale una cappella absidata costruita all'interno della Grotta di San Mamiliano, dove visse il santo nel V secolo. 
Nel 591 il papa Gregorio Magno mandò a Montecristo l'abate Orosio per ristabilire la disciplina nel monastero. 
Nel 727 l'isola subisce una primo devastante attacco saraceno.
Verso il IX secolo i monaci adottarono la regola benedettina.
Nel 1249 vi morì l'eremita fiorentino Rinieri Buondelmonti. 
Nel 1323 avviene una seconda devastazione saracena.
Dal 1399 Montecristo passò sotto il Principato di Piombino. Durante il 1534 «all'isola detta Montechristo soggiornava una compagnia di corsali».
Nell'agosto 1553 il pirata turco Dragut, dirigendosi verso l'isola d'Elba, espugnò il monastero decretandone la fine. L'ultimo abate che resse il monastero fu Federico De Bellis. Da quel momento l'isola di Montecristo rimase disabitata. 
Dal secolo XVI i sovrani piombinesi ricevettero vari solleciti da parte di molti Stati (su tutti, il Granducato di Toscana) affinché fortificassero l'isola, cacciandone i pirati e corsari che abitudinariamente la abitavano: un contenzioso destinato a rimanere irrisolto per secoli, con l'isola abbandonata al proprio destino.

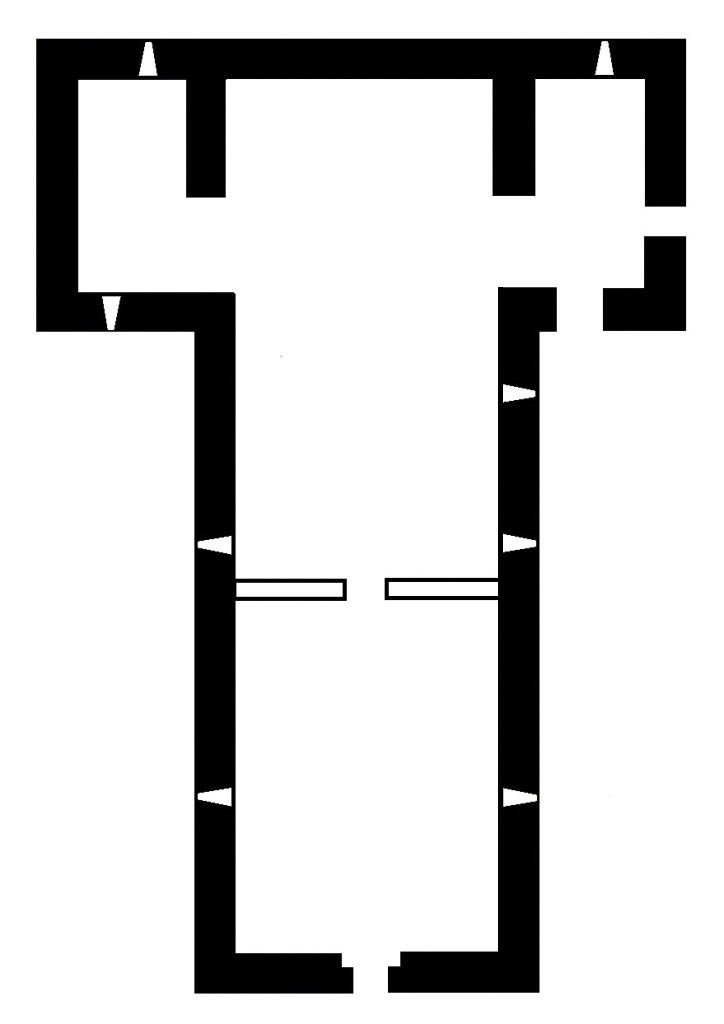
Planimetria del monastero

Al largo di Cala Maestra (profondità di 35 metri) si trova il relitto di un veliero militare del XVI secolo di cui nel 1969 furono clandestinamente recuperati una colubrina in bronzo con un sacchetto contenente polvere pirica, palle di cannone, due bracciali in bronzo a tortiglione, una statuetta in ceramica a forma di leone stante, olle biansate in maiolica e coperchi in ceramica acroma.

### Età contemporanea
Nel 1814 Napoleone Bonaparte fece inviare nell'isola un presidio militare. Durante il luglio 1833 il geologo senese Giuseppe Giuli esplorò l'isola e ne redasse una descrizione tecnica.
I primi tentativi di colonizzazione dell'isola, all'epoca di proprietà di Carlo Cambiagi, avvennero nell'ottobre 1839 da parte di due eremiti tedeschi, Augustin Eulhardt di Nordhausen e Joseph Keim di Reutlingen, che tuttavia, a causa di incompatibilità caratteriali, desistettero dopo poco tempo. Nel 1843 si succedettero altri personaggi: il ventiquattrenne religioso tirolese Francesco Adolfo Obermüller, al quale tuttavia il Granducato di Toscana non dette il permesso di ritirarsi sull'isola, e, dopo pochi mesi, il francese Charles Legrand assieme alla propria compagna, con l'intenzione di coltivare l'isola.
I due coniugi si stabilirono all'interno del monastero, essendo ancora l'isola priva di costruzioni moderne, ma in seguito furono espulsi dal Governo toscano in quanto non riuscirono nella loro impresa agricola. Nell'aprile 1844 ci fu un altro tentativo di colonizzazione agricola da parte del francese Georges Guibaud, che si risolse con l'ennesimo insuccesso. Nel 1846 alcuni genovesi tentarono invano la stessa impresa.
Nel gennaio 1849 Jacques Abrial, imprenditore francese di origine ebraica domiciliato a Firenze, prese in affitto l'isola conducendovi quattro contadini di Barga (stipendiati con 40 lire mensili) assieme ad un supervisore; riuscì ad avviare una piccola ma proficua coltivazione di grano e vigne per tre anni e fece costruire i primi due edifici moderni di Montecristo, ossia il futuro Museo naturalistico e il cosiddetto Casotto dei Pescatori presso la spiaggia di Cala Maestra, oggi infopoint del Parco Nazionale Arcipelago Toscano. Per contrastare la presenza dei topi, Jacques Abrial introdusse alcuni gatti che tuttavia divennero ben presto inselvatichiti e furono uccisi. Il Governo granducale, nel 1849, inviò sull'isola un distaccamento del Battaglione Insulare; durante lo stesso anno, presso un promontorio della costa occidentale dell'isola - che in seguito a tale episodio fu chiamato Punta dei Fanciulli - vennero uccisi due bambini da otto predoni che avevano precedentemente assalito, presso La Spezia, la tartana sarda Madonna delle Vigne salpata da Genova alla volta di Livorno con a bordo merci coloniali e 60.000 franchi, sulla quale i due piccoli si trovavano. In tale periodo sull'isola vivevano 11 persone: un caporale, un fattore, quattro contadini e cinque pescatori di aragoste originari di Marina di Campo.
Nel 1852 uno scozzese, George Watson Taylor, barone di Strichen, acquistò l'isola per 50.000 lire e trasformò Cala Maestra in una area verde con giardini terrazzati e specie arboree esotiche, tanto da essere soprannominato Conte di Montecristo. A questo periodo risale l'edificazione del vasto caseggiato successivamente chiamato Villa Reale (poiché futura residenza di caccia del re Vittorio Emanuele III di Savoia), la realizzazione del piccolo molo a Cala Maestra e l'immissione dell'ailanto, specie vegetale che sino al decennio 2010 ha mutato l'assetto vegetazionale dell'isola. Nello stesso anno l'isola fu visitata dall'ingegnere cartografico Giovacchino Callai e dallo storico Vincenzo Mellini, che rilevarono e descrissero i ruderi degli edifici storici presenti a Montecristo. Nell'autunno del 1860 l'isola fu saccheggiata da alcuni esuli italiani residenti a Londra, politicamente ostili a George Watson Taylor, che, a bordo del piroscafo Orwell capitanato da Raffaele Settembrini, si stavano dirigendo nell'Italia Meridionale per arruolarsi con i garibaldini. Di fronte all'ingente somma di denaro richiesta da Watson Taylor in riparazione dei danni, il Governo ritenne più opportuno acquistare l'isola. Montecristo fu poi acquistata dal Governo italiano il 3 giugno 1869 per la somma di 100 000 lire dal proprietario Watson Taylor. Probabilmente a tale periodo risalivano alcune sepolture (circa otto) rinvenute a Cala Maestra durante lavori agricoli per la realizzazione di un vigneto.
Agli inizi del 1870 sull'isola arrivò l'eremita Davide Lazzaretti, che visse all'interno della Grotta di San Mamiliano per 40 giorni. Dopo ulteriori tentativi di colonizzazione, nel novembre 1874 il Governo italiano vi insediò una colonia penale agricola con 45 detenuti e 5 guardie carcerarie, succursale di quella di Pianosa, che durò sino al 1884. Nel 1875 a Montecristo si recò il paleontologo Gaetano Chierici che scrisse un'accurata descrizione storica ed archeologica dell'isola. Il 10 maggio 1884 venne smantellata la colonia penale agricola di Montecristo che aveva sede nella futura Villa Reale; per ben tre anni, sino al 1889, l'edificio venne saccheggiato degli arredi e persino del manto di copertura.
Nel 1889 il Demanio di Livorno concesse in affitto l'isola al marchese fiorentino Carlo Ginori Lisci, che trasformò Montecristo in una riserva di caccia personale e vi fece stabilire tre famiglie di agricoltori; dei numerosi ospiti che si recavano a cacciare settimanalmente sull'isola, partendo da Livorno con lo yacht Urania di proprietà dello stesso marchese, fece parte il poeta Renato Fucini, il musicista Giacomo Puccini, il principe Alberto I di Monaco con la moglie Alice Heine, il marchese Eugenio Niccolini, il deputato Antonio Civelli e il re Vittorio Emanuele III. Per avere rapidi collegamenti con Firenze, il marchese istituì a Montecristo un servizio di piccioni viaggiatori.
L'isola è stata, nel 1896, la meta del viaggio di nozze fra l'allora principe ereditario d'Italia Vittorio Emanuele e Elena del Montenegro.
Nel 1899 Carlo Ginori Lisci concesse ogni diritto sull'isola a Vittorio Emanuele III, tramite il pagamento di un affitto pari a 2 000 lire; l'isola divenne una riserva di caccia reale esclusiva per la famiglia Savoia; il re raggiungeva l'isola con il piroscafo Vela che partiva da Porto Santo Stefano. Al momento del passaggio di proprietà, Carlo Ginori Lisci disse al re: «Se io sono, come mi avete chiamato, il vero conte di Montecristo, voi ne siete il sovrano; il mio è un possesso provvisorio, il vostro un dominio sovrano. Cedo i miei diritti».
Durante la seconda guerra mondiale, periodo in cui la Villa Reale fu spogliata di tutti gli arredi, a Montecristo fu installata una postazione militare italo-tedesca. Nel 1948, durante un'esercitazione militare, un bombardiere inglese precipitò sull'isola provocando la morte di tutti i sette occupanti.
Nel 1949 la Direzione generale del Demanio diede in concessione l'isola ad un consorzio di cooperative di pescatori e affini, la Consorpesca. I diritti di gestione furono poi acquistati dalla società romana Oglasa nel 1953. Nel 1970 la stessa società creò il Montecristo Sporting Club per utenza di elevata condizione sociale, sfruttando la caccia d'inverno e il turismo d'estate. 
Dopo un'intensa campagna giornalistica l'isola venne sottratta alla speculazione e il 4 marzo 1971 Montecristo fu dichiarata Riserva Naturale dello Stato con un decreto emanato dai Ministeri della Marina mercantile, delle Finanze e dell'Agricoltura e Foreste. Nel 1977 la Riserva Naturale fu inclusa nella Rete europea delle Riserve Biogenetiche del Consiglio d'Europa. Con decreti del Ministero della Marina del 1979 e del 1981 è stata anche istituita, sulle acque che circondano l'isola, una zona di tutela biologica per un raggio di 500 metri, poi aumentato ad 1 km.

### Il Tesoro di San Mamiliano
Risale al 2004 la scoperta di un tesoro di monete auree sotto l'altare della chiesa di San Mamiliano a Sovana, composto da 498 solidi in fior di zecca databili agli imperatori Leone I e Antemio, tra il 457 e il 474, quindi in anni poco posteriori la morte di San Mamiliano. 
Leggende popolari e tradizioni orali ricordavano la presenza di un tesoro sotto l'altare del monastero di San Mamiliano a Montecristo, leggende che poi vennero riscritte da Alexandre Dumas nel celebre romanzo del Conte di Montecristo. 
Almeno due documenti antichi citano la memoria di un tesoro sull'isola: nel 1549 il Granduca di Toscana Cosimo I vi sconsigliava di fare ricerche per la presenza di pirati, mentre una spedizione dalla Corsica nel 1670 scovò solo «...alcuni pignatti e vasi pieni di cenere...». Non appare quindi come un caso che un tesoro si trovasse effettivamente nella chiesa di San Mamiliano, non però in quella di Montecristo ma a Sovana in provincia di Grosseto. Le monete sono state ordinate nel museo di Sovana, inaugurato il 28 luglio 2012.

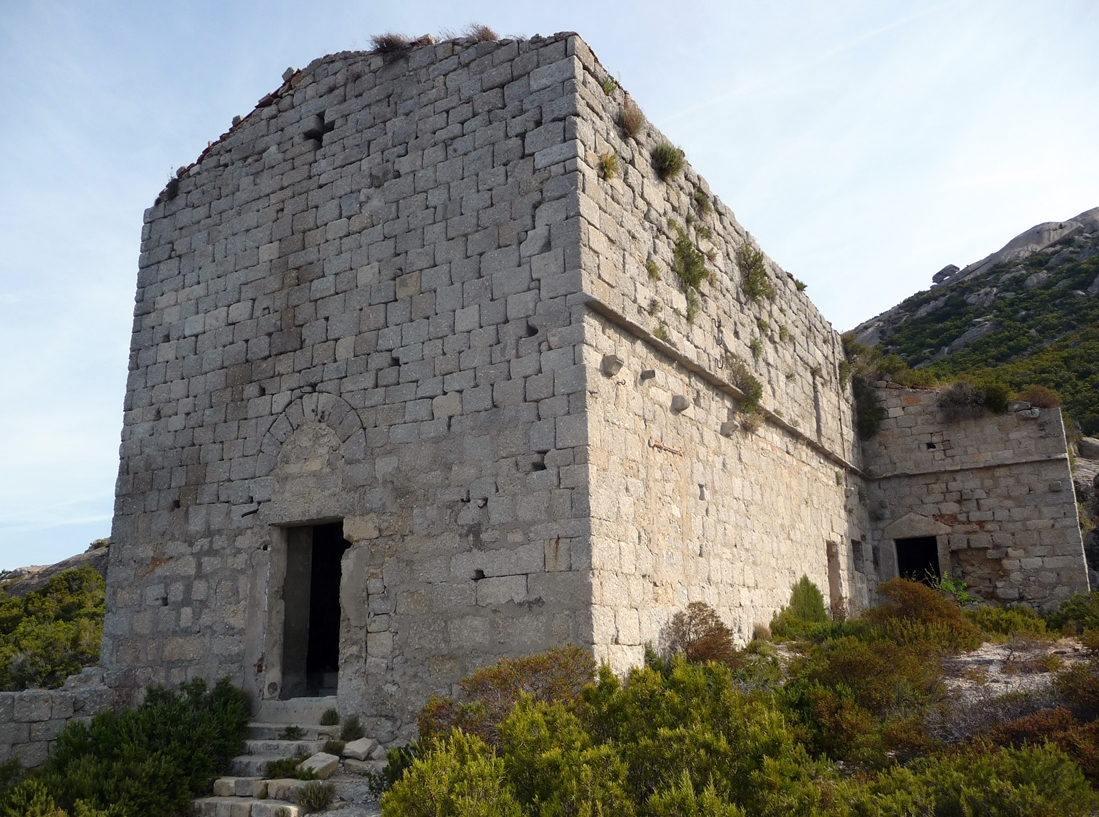
monastero di San Mamiliano

### I fuochi di Montecristo
L'antica usanza di accendere fuochi di segnalazione sulla vetta dell'isola, o nelle immediate vicinanze, è perdurata dal Medioevo sino a tempi relativamente recenti.

In un testo del 1787 si legge che «...facendo fuoco Monte Cristo era segno di corsari barbareschi e di perdita di filuga.»
Nel 1875 Gaetano Chierici scrisse che «...per l'erta della costa che separa la Cala Maestra da quella di Santa Maria (...). S'accese l'alta catasta, che divampò rapidamente. Un istante dopo il chiarore d'una gran fiamma apparve di rimpetto: rispondevano al saluto quelli di Pianosa...».
Un'altra documentazione del 1877 riporta che «...nel caso in cui occorra domandare soccorso o, per altro imperioso bisogno, comunicare colla vicina Pianosa, sul far della notte vien acceso un gran fuoco sulle alture dell'isola...».

Sino ai primi decenni del XX secolo, i fuochi di Montecristo avevano una precisa classificazione: un fuoco corrispondeva a mancanza di viveri, due fuochi corrispondevano alla presenza di un ammalato, tre fuochi significavano il decesso di una persona.
Altri fuochi venivano accesi presso le absidi delle chiese tirreniche per comunicare con il monastero di San Mamiliano; tale uso si perpetuò simbolicamente in Corsica sino alla metà del XX secolo presso la chiesa di San Mamiliano a Moriani.

### La leggenda dell'acqua «maledetta»
Secondo la tradizione popolare, la limpida acqua che scorre stagionalmente nel Fosso del Diavolo (settore nordoccidentale dell'isola) procurerebbe la morte non immediata di chi la beve.

## Luoghi d'interesse
- Monastero di San Mamiliano
- Grotta di San Mamiliano
- Fortezza di Montecristo sulla vetta più elevata dell'isola (645 m)
- Villa Reale
- Museo di Storia naturale
- Orto botanico
- Mulino idraulico (ruderi) presso la Grotta di San Mamiliano
- Chiesa di Santa Maria (ruderi) presso l'omonima Cala, rilocalizzata il 6 agosto 2012 dall'architetto Silvestre Ferruzzi.[48]

## Guardiani di Montecristo
- Cesare e Argia Donati (1890-1920)
- Mario e Lucia Galli (1921-1921)
- Francesco e Bastiana Tesei (1922-1945)
- Millo e Mimma Burelli (1956-1968)
- Amulio e Anna Galletti (1968-1984)
- Luciano e Graziella Muti (1984-1988)
- Paolo e Serenella Del Lama (1988-1998)
- Alberto e Francesca Cappellini (1999-2001)
- Giorgio Marsiaj e Luciana Andriolo  (2001-2002)
- Goffredo e Carmen Benelli (2002-2008)
- Giorgio Marsiaj e Luciana Andriolo  (2009-2018)
- Matteo e Dora Curri (2018-in corso)

## L'isola nella letteratura
- Su quest'isola è ambientata una parte del celebre romanzo Il conte di Montecristo, dello scrittore francese Alexandre Dumas. In particolare il protagonista vi trova il leggendario tesoro della famiglia Spada, con il quale realizza la sua formidabile vendetta.
- Secondo alcuni studiosi, la scrittrice britannica Agatha Christie inizialmente voleva ambientare a Montecristo Dieci piccoli indiani, uno dei suoi romanzi più celebri. La scrittrice, poi, preferì ripiegare su un'anonima isoletta britannica.[49]
- Sull'isola di Montecristo si svolge una delle parti conclusive del romanzo Eutanasia di un amore di Giorgio Saviane.

## Galleria d'immagini

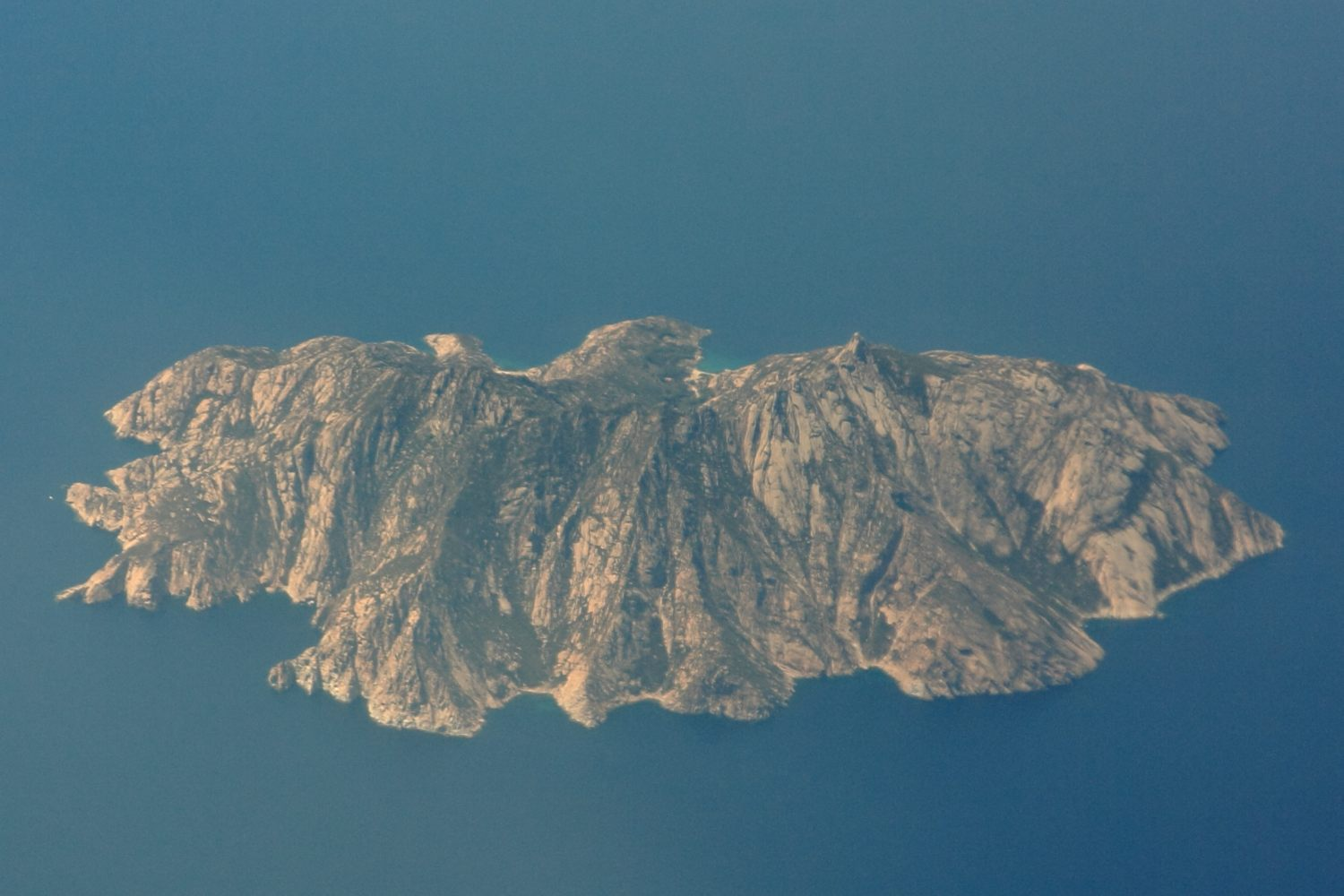
Veduta aerea dell'isola
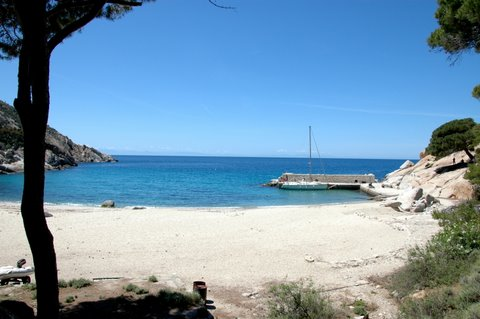
Cala Maestra
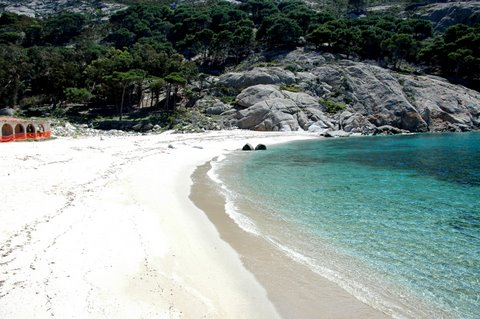
Cala Maestra
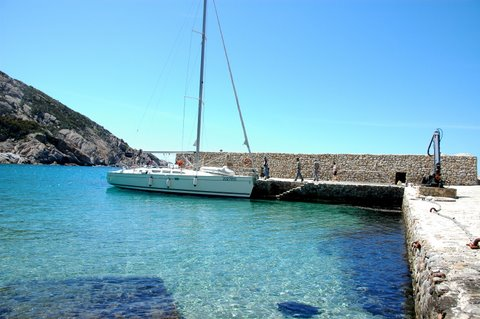
Cala Maestra
Cala Maestra
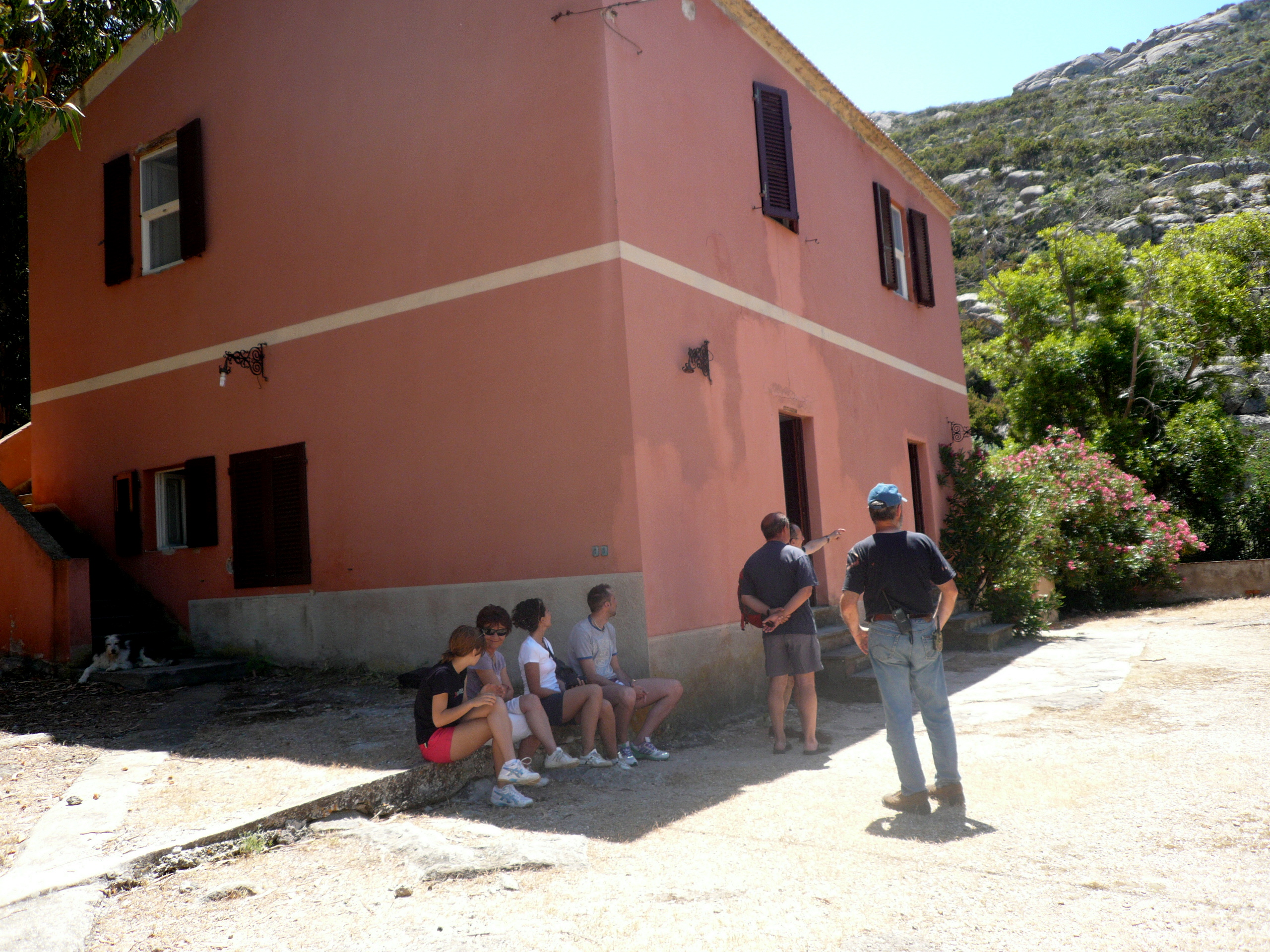
Il museo